# ديف دارلينغ
ديف دارلينغ (بالإنجليزية: Dave Darling)‏ هو منتج أسطوانات وملحن أمريكي، ولد في 1961 في سان فرانسيسكو في الولايات المتحدة.

## وصلات خارجية
- ديف دارلينغ على موقع IMDb (الإنجليزية)
- ديف دارلينغ على موقع ميوزك برينز (الإنجليزية)
- ديف دارلينغ على موقع ديسكوغز (الإنجليزية)